# Walentin Fiłatjew
Walentin Ignatjewicz Fiłatjew, ros. Валентин Игнатьевич Филатьев (ur. 21 stycznia 1930 w Malinowce w okręgu tiumeńskim, zm. 15 września 1990 w mieście Orzeł) – radziecki pilot wojskowy, członek pierwszego oddziału kosmonautów ZSRR (WWS 1).

## Życiorys
Walentin Fiłatjew ukończył uczelnię pedagogiczną i otrzymał dyplom nauczyciela klas początkowych. W 1951 wstąpił do Stalingradzkiej Wyższej Szkoły Lotniczej, którą ukończył w 1955. Służył w wojskach obrony przeciwrakietowej.
W 1960 wybrano go, aby przygotowywał się do lotu kosmicznego. 25 marca 1960 został jednym z 20 pilotów, którzy dostali się do pierwszego oddziału radzieckich kosmonautów. Przygotowywał się do lotu na statku kosmicznym Wostok. Po zakończeniu kursu 3 kwietnia 1961 pomyślnie zdał egzamin. 16 grudnia 1961 został mianowany kosmonautą.
17 kwietnia 1963 został wykluczony z oddziału kosmonautów z powodu naruszenia dyscypliny. Razem z kolegami z oddziału Grigorijem Nielubowem i Iwanem Anikiejewem będąc pod wpływem alkoholu, wdali się w utarczkę z patrolem wojskowym. Po raporcie komendantury żandarmerii cała trójka została skreślona z dalszych przygotowań.
Po opuszczeniu oddziału kosmonautów kontynuował służbę w wojskach obrony przeciwrakietowej. W 1969 przeszedł do rezerwy, później pracował jako nauczyciel w technikum w mieście Orzeł.